# Batman (jeu vidéo, 1990)
Pour les articles homonymes, voir Batman (homonymie).
Batman est un jeu de labyrinthe-action à défilement développé et édité par Sunsoft en 1990 sur PC-Engine,,,.

## Accueil
- CVG : 80 %[1]
- Famitsu : 25/40[5]
- Gen4 : 7/10[2]
- Raze : 69 %[3]
- Power Play : 47 %[4]